# 寶拉·斯科迪
寶拉·斯科迪（英語：Paula Szkody，1948年7月17日—）是一名美國天文學家，華盛頓大學天文學系教授。2020年至2022年，她擔任美國天文學會主席。

## 早年生活和教育
斯科迪於1948年7月17日出生於密西根州底特律。她於1970年獲得密西根州立大學天體物理學學士學位，1975年獲得華盛頓大學天文學博士學位。

## 職業生涯
2005年，斯科迪成為天文學期刊《太平洋天文學會彙刊》（PASP）的主編。。她也非常積極參與專業人員與業餘愛好者之間的合作，尤其是與美國變星觀測者協會的合作，她曾擔任該協會的董事會成員（2003年—2009年），並在2007年至2009年期間擔任該組織的主席。2020年至2022年，斯科迪擔任美國天文學會主席。

## 研究工作
斯科迪專門研究激變變星，即週期性發生高能量爆發的雙星系統。她是史隆數位巡天（SDSS）尋找新矮新星的積極參與者，並參與了XTE、ASCA、ROSAT、IUE、HST、EUVE和XMM-牛頓衛星空間任務。

## 榮譽
1978年，斯科迪被美國天文學會授予安妮·坎農天文學獎。
1994年，她成為美國科學促進會的會士。
小行星170011以她的名字命名。

## 延伸閱讀
- Shearer, Benjamin; Shearer, Barbara. . Westport, Connecticut: Greenwood Press. 1997  [25 March 2017]. OCLC 644247606.

## 外部連結
- American Association of Variable Star Observers (AAVSO) （页面存档备份，存于）
- AAVSO Presidents poster